# Сент Пол (Аљаска)
Сент Пол (енгл. St. Paul) град је у америчкој савезној држави Аљаска.

## Демографија
По попису из 2010. године број становника је 479, што је 53 (-10,0%) становника мање него 2000. године.
| Група             | 2000.      | 2010.      |
| Белци             | 69 (13,0%) | 51 (10,6%) |
| Афроамериканци    | 0 (0,0%)   | 2 (0,4%)   |
| Азијати           | 0 (0,0%)   | 3 (0,6%)   |
| Хиспаноамериканци | 0 (0,0%)   | 17 (3,5%)  |
| Укупно            | 532        | 479        |